# Luci Calpurni Pisó Cesoní (magistrat)
Luci Calpurni Pisó Cesoní (en llatí Lucius Calpurnius Piso Caesoninus) va ser un magistrat romà. Formava part de la gens Calpúrnia, una antiga família romana d'origen plebeu.
Era fill de Luci Calpurni Pisó Cesoní, que va ser cònsol l'any 112 aC. Aquest Calpurni Pisó no va assolir mai cap de les altes magistratures i és conegut només per les referències que en fa Ciceró en un discurs contra el seu fill. Durant la guerra dels marsis o guerra social va ser l'encarregat de la manufactura d'armes. Es va casar amb la filla de Calventi, un personatge originari de la Gàl·lia Cisalpina, nadiu de Placentia i establert a Roma. Per això Ciceró anomena al seu fill ""semi-placenci".